# Tetragonothorax
Tetragonothórax — рід жуків родини Довгоносики (Curculionidae).

## Зовнішній вигляд
Основні ознаки:
- головотрубка зверху із розширеним до вершини серединним кілем, що лежить на трикутному майданчику[2];
- верхній край вусикових борозенок торкається очей;
- очі знизу округлі;
- передньогруди з ямкою перед кожним  тазиком;
- 2-й членик джгутика вусиків довший за 1-й;
- лапки із довгими волосками, 2-й членик задніх лапок довший, ніж 3-й;
- надкрила вкриті ланцетовидними лусочками, черевце знизу у темних плямах.

## Спосіб життя
Невідомий, ймовірно, він є типовим для представників Cleonini.

## Географічне поширення
Переважна більшість видів цього роду мешкають у межах Африки, до самого її півдня, але деякі зареєстровані в локальних фаунах Азії (Індія, Бангладеш, М'янма).

## Класифікація
Описано щонайменше 5 видів роду Tetragonothorax:
- Tetragonothorax curvipes Faust, 1904 — Ефіопія, Кенія, Танзанія[4]
- Tetragonothorax lyali Alonso-Zarazaga, 1999 — Пакистан, Єгипет, субтропічна й тропічна Азія й Африка[5]
- Tetragonothorax macillentus Olivier, 1807[6]
- Tetragonothorax senectus (Fåhraeus, 1842) — Єгипет, субтропічна й тропічна Азія й Африка[5]
- Tetragonothorax parvulus Faust, 1904[7]